# 欧州政治協力
欧州政治協力（おうしゅうせいじきょうりょく、European Political Cooperation、EPC）とは、1970年に導入された欧州諸共同体の加盟国政府間の外交政策に関する協力枠組み。1993年11月に発効したマーストリヒト条約において共通外交・安全保障政策に引き継がれた。

## 概要
1950年代から1960年代にかけて欧州諸共同体加盟国の間では域内市場に外交政策の次元を取り込むことが模索されていたが、2度にわたって失敗していた。超国家的な性格を持つ欧州防衛共同体構想について、ハーグで行われていた首脳会議で各国首脳はそれぞれの外相に対して、「拡大という流れの中で政治的統合について実現することを研究」するよう指示していた。各外相はこれを受けて1970年にルクセンブルク報告書（ダヴィニヨン報告書）をとりまとめ、この中で非公式政府間諮問制度を設け、「規模の政治」 (Ginsberg 1989) を実現することがうたわれていた。
欧州政治協力ではフーシェ・プランの政府間主義の性格を採用していた一方で、ド・ゴール期における「フランスの威厳」が軽視されている風潮に合った。またイギリスがかかわることで大西洋主義の性格が加えられた。さらに欧州委員会は権限が与えられている案件については自らの意見を表明することができた。結局欧州政治協力はフーシェ・プランで提示されていた、パリに事務局を置く強力な体制を持つことはなかった。オランダはかねてより欧州委員会と競合しかねないとして欧州政治協力について懸念していた。欧州政治協力は1973年のコペンハーゲン報告書、1981年のロンドン報告書によって改定・強化された。その後1986年の単一欧州議定書で正式な枠組みとして基本条約に書き加えられた。
欧州政治協力は「混合した成功」とされた。1970年代には中東紛争への対応や欧州安全保障協力機構の前身である全欧安全保障協力会議の創設において欧州政治協力の枠組みが中心となった。その一方で1979年のソビエト連邦によるアフガニスタン侵攻や、1991年から1995年のユーゴスラビア紛争では欧州政治協力の弱さが露見された。